# Редута
Редута — театр в Брно, Южноморавский край, Чехия. Входит в состав Национального театра в Брно.
Один из первых театров в Чехии. Размещается на площади «Капустного рынка» в старинном здании (Zelny trh 4).
Первые выступления немецких и итальянских трупп проходили здесь уже в начале XVII века. В XVIII веке начались представления на чешском языке.
Особой гордостью брненцев является факт выступления на сцене Редуты в 1767 году Вольфганга Амадея Моцарта (1756—1791).
В 2005 году здание театра реставрировано.
Собственной труппы нет.